# 4D Sports Boxing
4D Sports Boxing — 3D-компьютерная игра, симулятор бокса, с захватом движения.

## Игровой процесс
В игре представлены стилизованные боксёры с полигональной графикой, состоящие из треугольников. Имена некоторых из них напоминают вымышленных людей. У всех боксёров-противников разные стили ведения боя: кто-то предпочитает атаку, другие же — контратакуют.
Игра считается одним из самых ранних, и возможно первых примеров 3D-файтинга от первого лица. Во время игры игрок может выбрать, какие атрибуты игрового боксёра улучшить: скорость, силу или выносливость. Во время боя можно использовать различные тактики и стратегии, такие как тотальные атаки, контратаки, уклонения и т. д. Иногда бои заканчиваются единогласным решением судей, даже 15-раундовые поединки. Возможны также ничьи и дисквалификации.

## Отзывы
Журнал Computer Gaming World заявил, что полигональная графика выглядела странно; но очень точно моделировала тела и удары боксёров. Журнал пришёл к выводу, что «4D Boxing — отличная и очень приятная игра с эффективным представлением боксёрских навыков… долгожданное и часто используемое дополнение к любой библиотеке спортивных игр». В том году, журнал назвал её «одной из лучших спортивных игр года.»
В 1994 году, другой журнал PC Gamer, поставил 4D Boxing на 47-е место, среди лучших компьютерных игр всех времён.